# Tacuna
Tacuna is een geslacht van spinnen uit de familie springspinnen (Salticidae).

## Soorten
De volgende soorten zijn bij het geslacht ingedeeld:
- Tacuna delecta Peckham & Peckham, 1901
- Tacuna minensis Galiano, 1995
- Tacuna saltensis Galiano, 1995
- Tacuna vaga (Peckham & Peckham, 1895)